# Halirrotio
En la mitología griega, Halirrotio, Halirrocio o Halirotio (en griego Ἁλιρρόθιος; Halirrhóthios: «espuma o estruendo de mar») es el nombre de varios personajes, de los cuales no se sabe si son diferentes o el mismo en diferentes tradiciones.

## Hijo de Poseidón
Halirrotio es hijo de Poseidón y de la ninfa Éurite, que otros llaman como Baticlea. La leyenda de Halirrotio se relaciona con el origen del nombre del Areópago de Atenas. Dice el mito que intentó violar a Alcipe, hija de Ares y Aglauro, por lo cual el dios de la guerra le dio muerte. Poseidón citó al verdugo de su hijo ante un tribunal divino que se reunió en la colina que desde entonces fue denominada Areópago («colina de Ares»). En otra versión del mito Halirrotio fue enviado por su padre para que cortara la aceituna que había brotado de la lanza de Atenea; cuando estaba a punto de alzar su hacha esta se desprendió y se precipitó hacia Halirrotio, lo que le causó su muerte.

## Hijo de Perieres
Otra versión de Halirrotio lo hacía nativo de Mantinea e hijo del Eólida Perieres con su esposa Alcíone. Hijos de este Halirrotio fueron al menos Semo y Alácigo; se dice de Semo que fue el campeón de una carrera tirada por cuatro caballos, durante el primero de los Juegos Olímpicos, establecido por el propio Heracles.